# Seznam džibutskih pesnikov
Seznam džibutskih pesnikov.

## E
- Idris Youssouf Elmi

## W
- Abdourahman Waberi
- Chehem Watta